# Olios biarmatus
Olios biarmatus là một loài nhện trong họ Sparassidae.
Loài này thuộc chi Olios. Olios biarmatus được Roger de Lessert miêu tả năm 1925.